# ケノーシャ・ストリートカー
この項目では、アメリカ合衆国の都市・ケノーシャ市内を走る、2000年に開通した路面電車について解説する。ケノーシャの博物館や公園を巡る観光路面電車で、1940年代から1950年代に製造されたPCCカーがミシガン湖沿いの再開発地域に敷かれた環状線を走行する。

## 歴史
アメリカ合衆国ウィスコンシン州の都市・ケノーシャは、シカゴやミルウォーキーなどの大都市付近に位置する郊外都市である。かつてこの都市には1903年に開通したケノーシャ電気鉄道（Kenosha Electric Railway）と呼ばれる路面電車が存在しており、当時北米各地に導入されていたバーニーカー等の車両が使用されていたが、1932年にトロリーバスへ置き換えられた事で廃止され、1953年にトロリーバスもディーゼルバスへと変更された。また、ケノーシャにはインターアーバンであるシカゴ・ノースショアー・アンド・ミルウォーキー鉄道（ノースショアー線、Chicago North Shore and Milwaukee Railroad）の路線も乗り入れていたが1958年3月2日に廃止され、以降長期間にわたりケノーシャは路面電車が存在しない都市となった。
経済の活性化を目的としたミシガン湖に接したハーバー・パーク（HarborPark）地区の再開発プロジェクトの一環として、再度市内に路面電車を建設する動きが始まったのは1996年の事で、1998年までに基礎工事が完成し、以降は線路の敷設、架線の設置などの工事が引き続き行われた。この路線は同地区の通勤手段ではなく1930年代 - 1950年代の北アメリカの路面電車網を再現する動態保存鉄道の役割を有しており、車両については後述の通りトロント市電（トロント）で運用されていたPCCカーと呼ばれる車両が導入された。そして2000年6月7日、ケノーシャ市内で新たな路面電車が運行を開始した。
計画時こそ経済効果に懐疑的な意見が多かったものの、開業以降はハーバーパークの各所を巡るレトロな観光電車として多くの人々に利用されている。次項で述べる環状線に加え、ケノーシャ市内を南北に結ぶ路線の計画も存在したが、こちらは建設費用などの問題から2014年にケノーシャ市議会で否決され、実現していない。

## 運行
ケノーシャ・ストリートカーはハーバーパーク地区に全長2.74 km（1.7 miles）の楕円形の環状線を有しており、メトラのケノーシャ駅に近接する54番通り電停（54th St.）および56番通り電停（56th St.）を始め、博物館やオフィスビル、公園付近の18箇所に設置された電停を反時計回りで結ぶ。全区間の所要時間は15分である。
運行ダイヤは季節によって異なり、冬季（1月3日 - 2月28日）の平日は営業運転を停止する他、クリスマス（12月25日）、元旦（1月1日）、感謝祭（11月第4木曜日）にも全列車が運休する。季節ごとの主要な運行時間は以下の通りである。
| 季節            | 冬季                | 春季                | 夏季                | 秋季                |
| 季節            | 1月3日 - 2月28日    | 3月1日 - 3月31日    | 4月1日 - 1月2日     | 4月1日 - 1月2日     |
| 平日(月曜-金曜) | 運休                | 10時 - 14時         | 11時5分 - 18時35分  | 11時5分 - 18時35分  |
| 週末(土曜-日曜) | 10時35分 - 18時15分 | 10時35分 - 18時15分 | 10時35分 - 18時15分 | 10時35分 - 18時15分 |

運賃は1回の利用につき13歳以上は1ドルで、4歳 - 12歳は半額の50セント、それ以下の幼児は無料である。また、路面電車乗車時に1日利用券（3.5ドル）の購入も可能となっている。
ケノーシャ・ストリートカーの運営はケノーシャ市の公共交通運営機関であるケノーシャ・トランジットによって行われている一方、2002年にケノーシャ市は非営利団体のケノーシャ路面電車協会（Kenosha Streetcar Society）を組織しており、同協会は毎年開催される車庫の公開イベント「ストリートカー・デイ（Streetcar Day）」の主催、会員向けの協会誌の発行やイベントの開催などの事業を行っている。

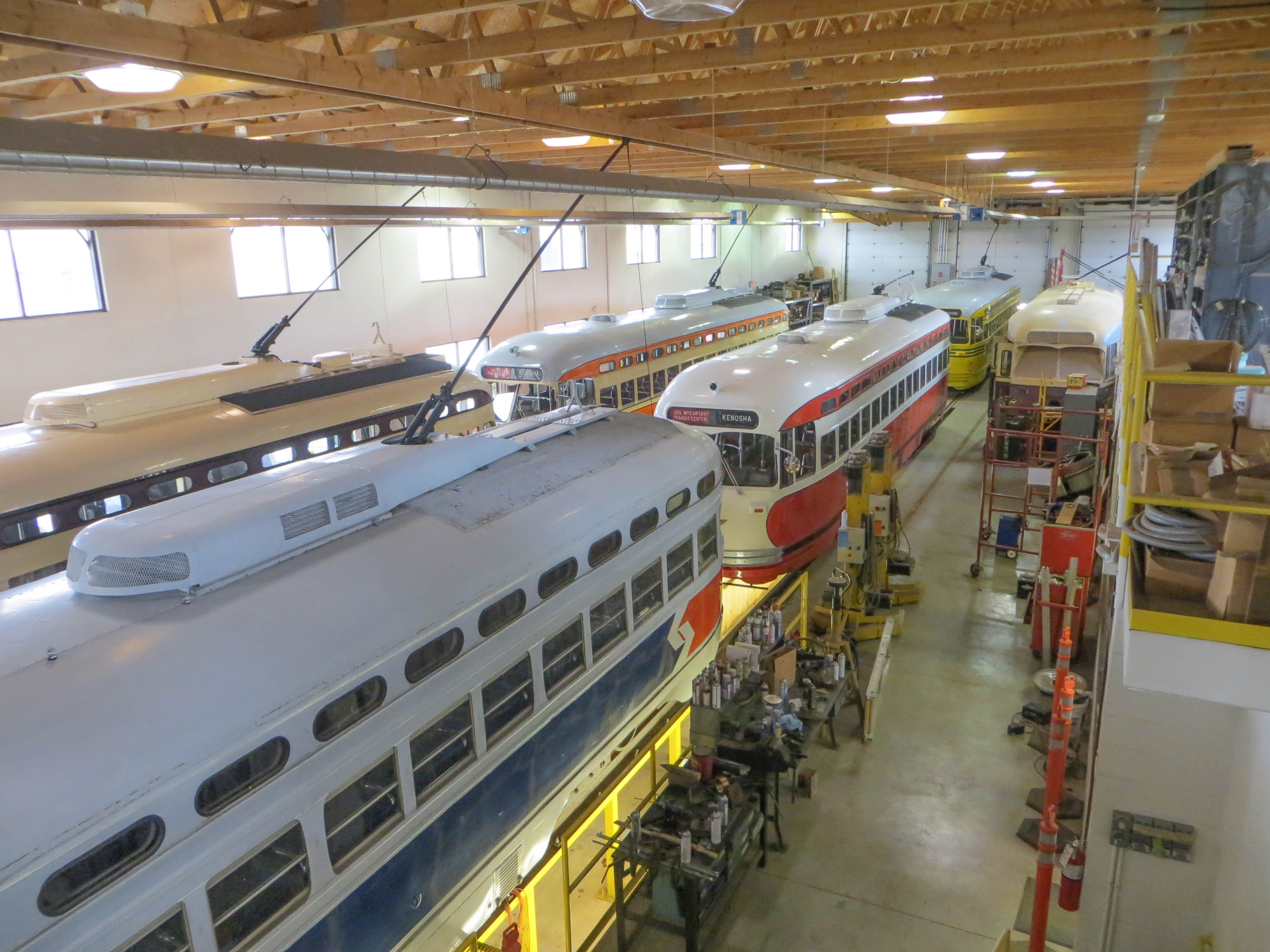
ケノーシャ・ストリートカーの車両基地（2014年撮影）
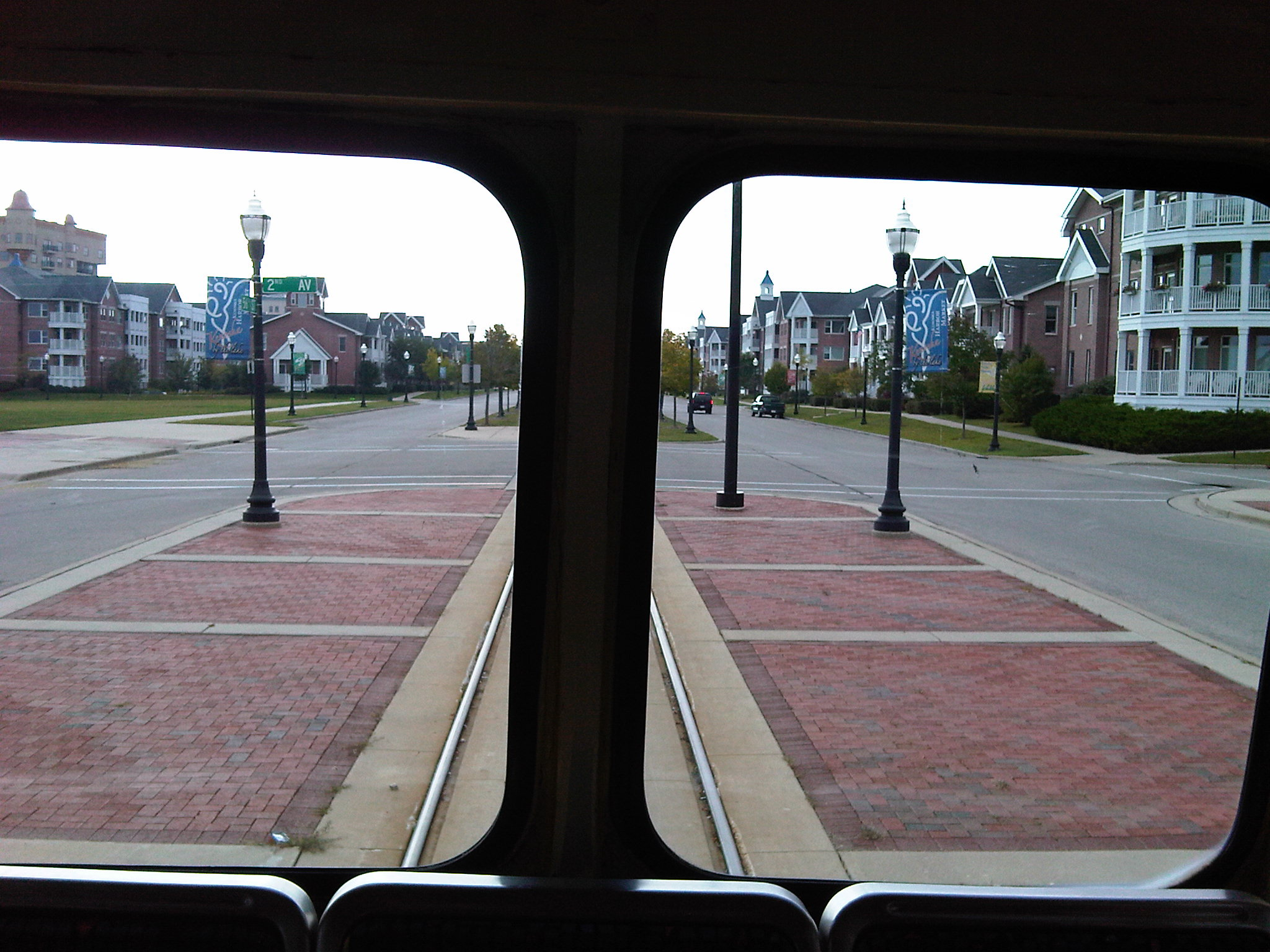
車両後部からの車窓（2009年撮影）

## 車両
ケノーシャ・ストリートカーで使用されているのは、1930年代から1950年代にかけて北アメリカ各地の路面電車路線に5000両近くが導入された高性能電車のPCCカーである。2020年現在在籍している車両は7両で、うち6両はカナダのトロント交通局（トロント市電）の車両、1両は南東ペンシルベニア交通局（SEPTA）で使用されていた車両である。また、これらのうち元・トロント交通局の5両は開業に合わせて譲渡された車両である一方、残りの2両は2011年に保存鉄道のイーストトロイ電気鉄道から譲渡された増備車両となっている。これらの車両は各種異なる塗装を有している他、障害を持つアメリカ人法（ADA）に基づき中央の乗降扉には車椅子リフトが設置されている。

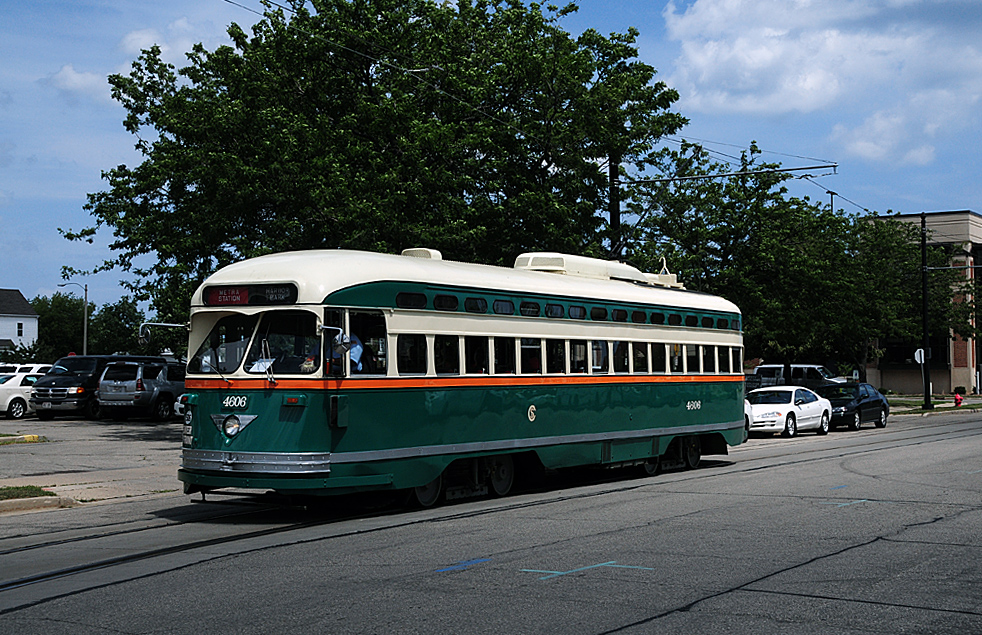
4606（2009年撮影）
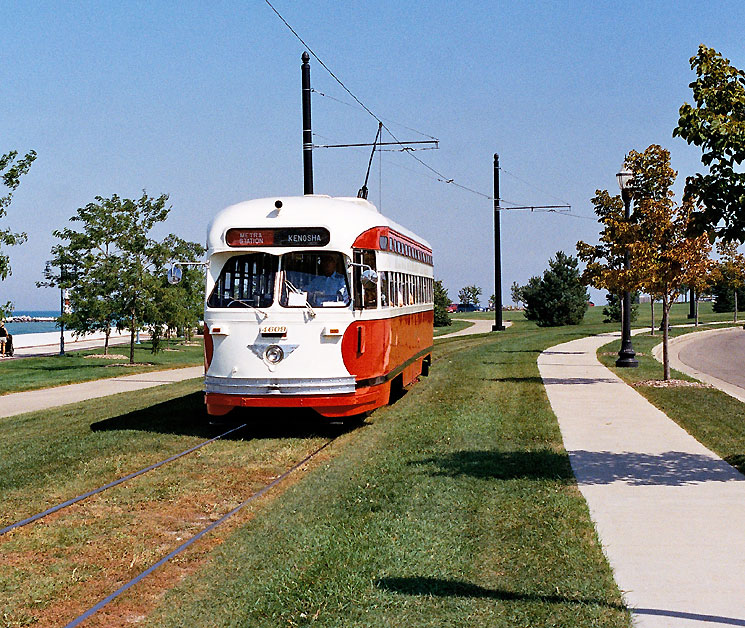
4609（2007年撮影）
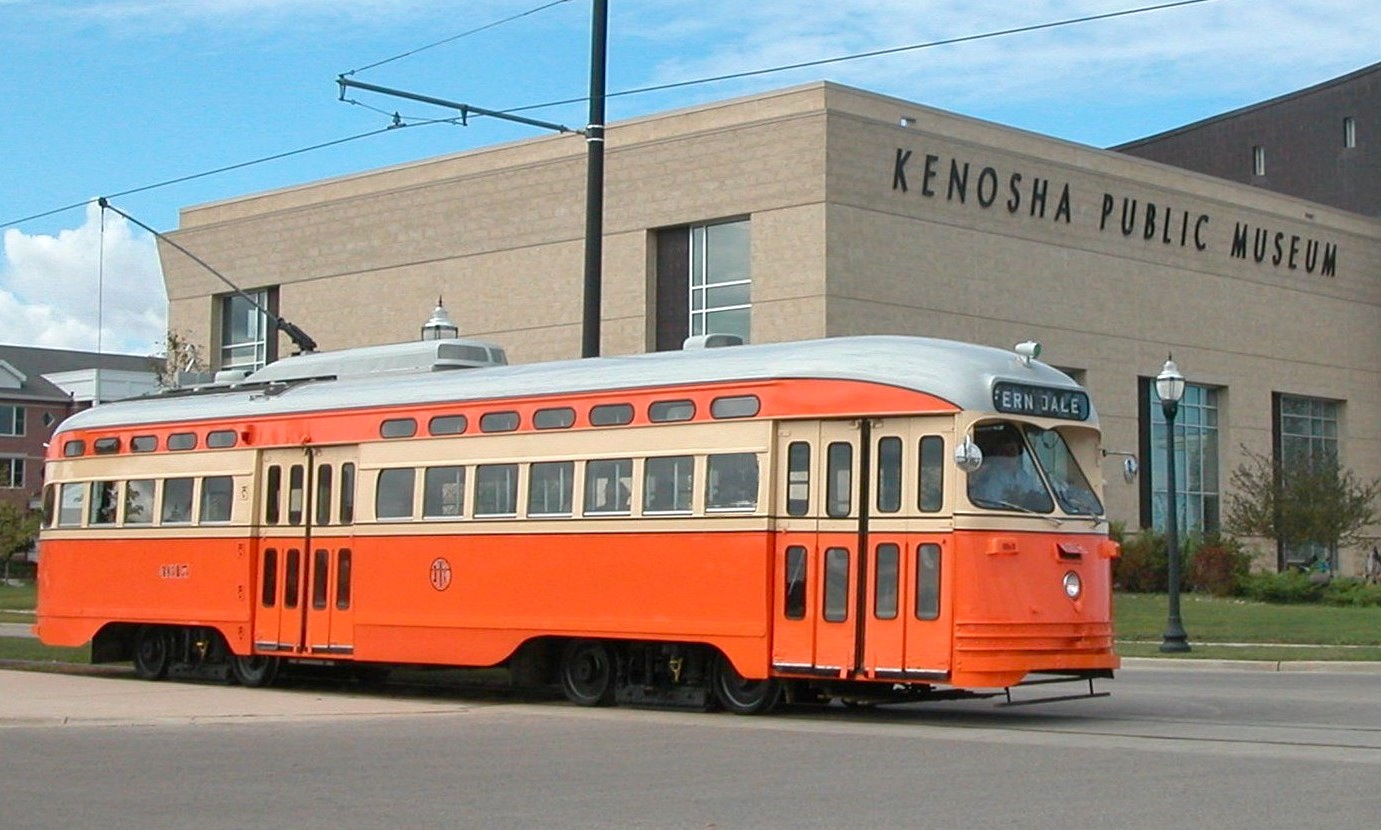
4615（2005年撮影）
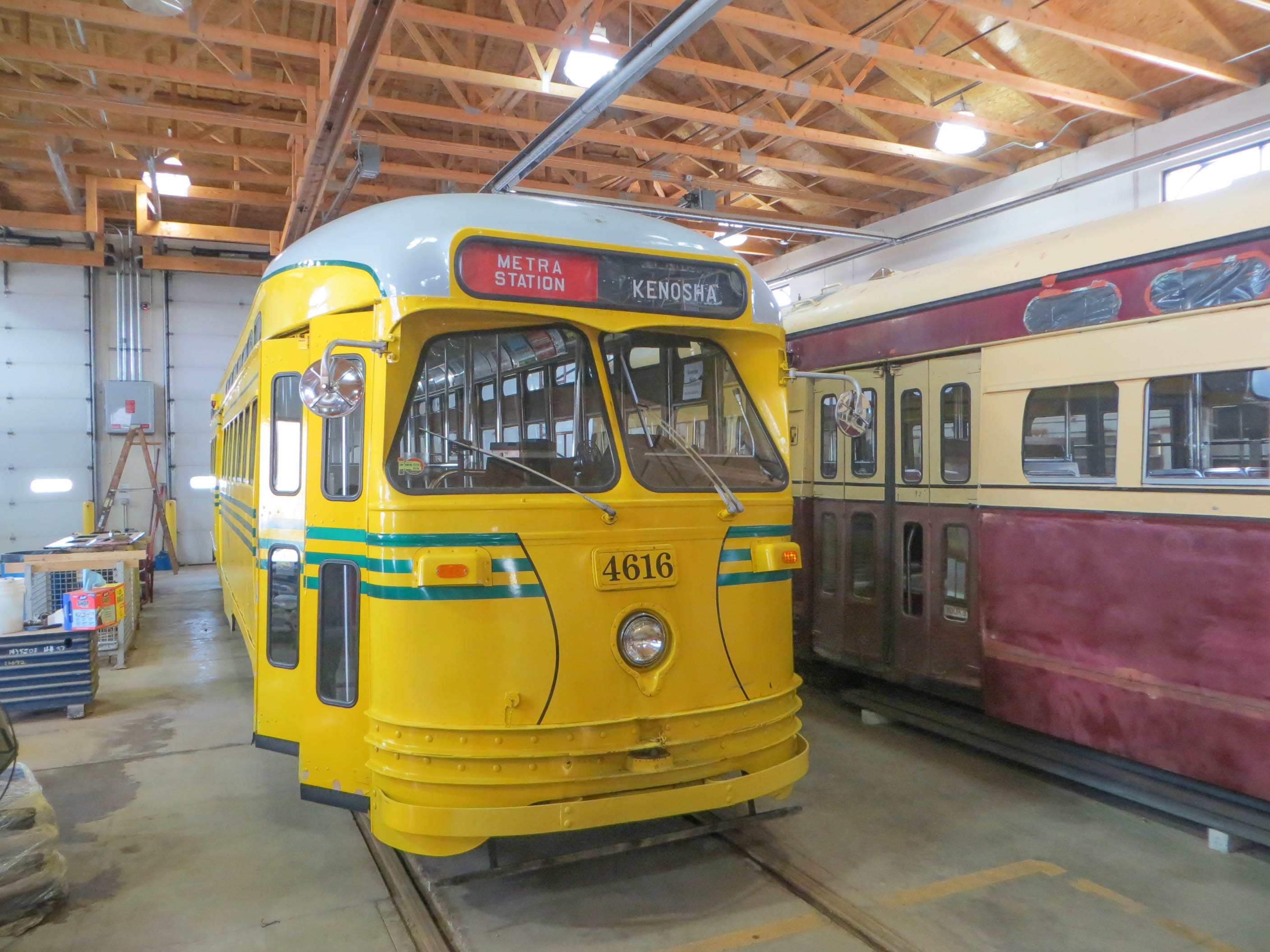
4616（2014年撮影）
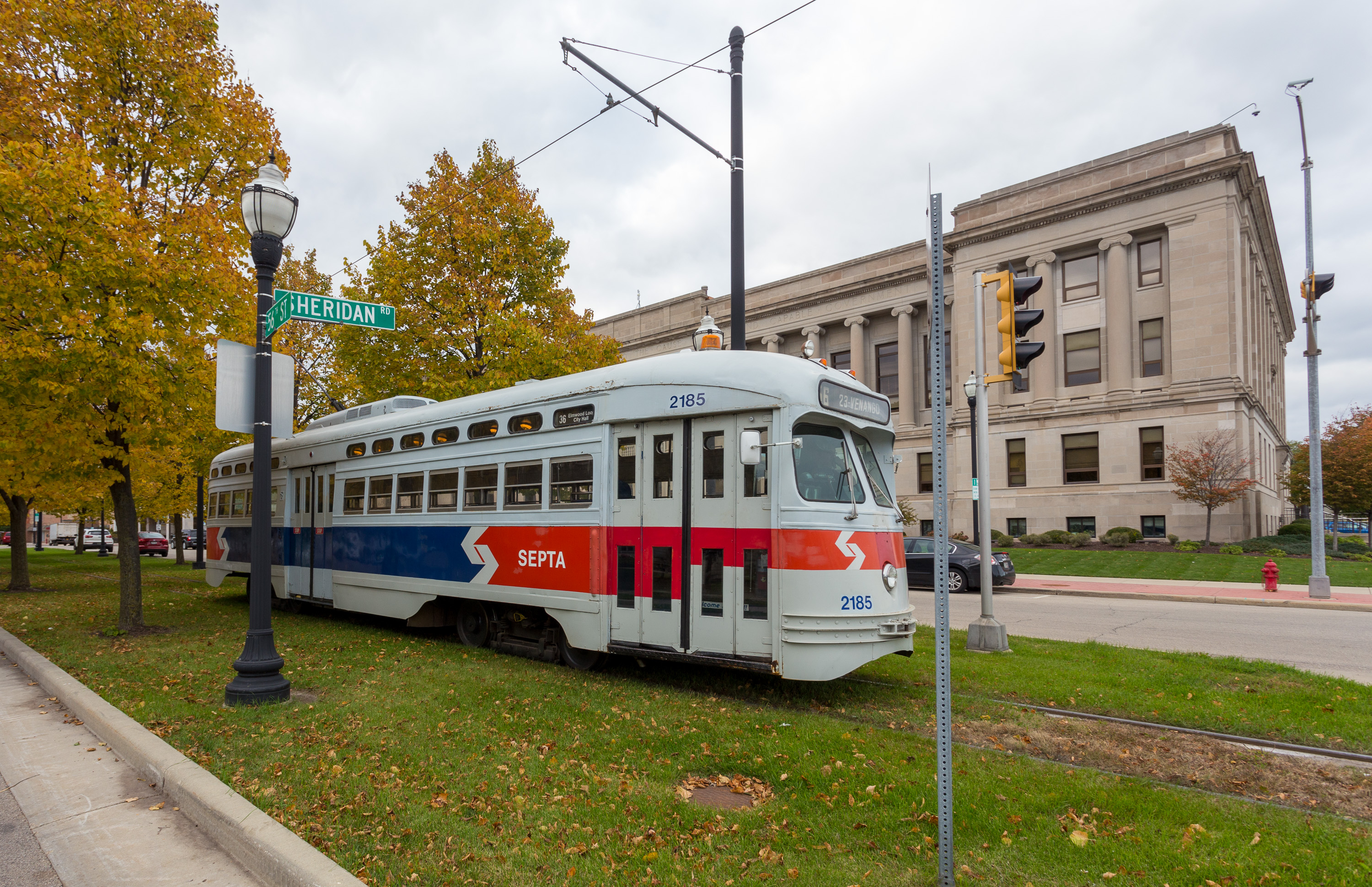
2185（2019年撮影）

| ケノーシャ・ストリートカー 車両一覧 | ケノーシャ・ストリートカー 車両一覧 | ケノーシャ・ストリートカー 車両一覧                   | ケノーシャ・ストリートカー 車両一覧               | ケノーシャ・ストリートカー 車両一覧 |
| 車両番号                            | 導入年                              | 譲受元                                                | 塗装(2020年現在)                                  | 備考・参考                          |
| ----------------------------------- | ----------------------------------- | ----------------------------------------------------- | ------------------------------------------------- | ----------------------------------- |
| 4606                                | 2000年                              | トロント交通局                                        | シカゴ・サーフェス・ライン ("グリーンホーネット") |                                     |
| 4609                                | 2000年                              | トロント交通局                                        | ピッツバーグ鉄道                                  |                                     |
| 4610                                | 2000年                              | トロント交通局                                        | トロント交通局 (トロント市電)                     |                                     |
| 4615                                | 2000年                              | トロント交通局                                        | ジョンズタウン市街鉄道                            |                                     |
| 4616                                | 2000年                              | トロント交通局                                        | シンシナティ・ストリート鉄道                      |                                     |
| 4617                                | 2011年                              | イーストトロイ電気鉄道 (元：トロント交通局)           | サンフランシスコ市営鉄道                          | 2011 - 15年まではトロント市電塗装   |
| 2185                                | 2011年                              | イーストトロイ電気鉄道 (元：南東ペンシルベニア交通局) | 南東ペンシルベニア交通局                          |                                     |